# Крамер против Крамера
«Крамер против Крамера» (англ. Kramer vs. Kramer) (1979) — драма режиссёра Роберта Бентона с Дастином Хоффманом, Мерил Стрип и Джастином Генри в главных ролях, экранизация одноимённого романа Эвери Кормэна (1977). Картина исследует психологию и последствия развода и затрагивает существующие или возникающие социальные проблемы, такие как гендерные роли, права женщин и отцов, баланс между работой и личной жизнью и родители-одиночки.
Фильм был выпущен 19 декабря и имел критический и коммерческий успех, собрав более $173 млн при бюджете $8 млн и став самым кассовым фильмом года. Картина получила 5 премий «Оскар» при 9 номинациях, включая награду за Лучший фильм (больше, чем любая другая картина в этом же году). Попасть в список фильмов, имеющих «Большую пятёрку» «Оскаров», в который входят «Это случилось однажды ночью», «Пролетая над гнездом кукушки» и «Молчание ягнят», картине помешало отсутствие номинации на Лучшую женскую роль — вместо этого Мерил Стрип получила премию за Лучшую женскую роль второго плана.
Джастин Генри стал самым молодым номинантом на «Оскар» и самым молодым актёром в номинации Лучшая мужская роль второго плана за всю историю премии (на момент объявления ему было 8 лет 276 дней). После него идут Хэйли Джоэл Осмент («Шестое чувство») (11 лет 311 дней) и Брендон Де Уайлд («Шейн») (11 лет 312 дней). Также он стал самым молодым лауреатом «Давида ди Донателло».
По версии Американского института киноискусства картина занимает 3-е место в списке «10 лучших судебных драм» 10 фильмов из 10 жанров.

## Сюжет
1970-е годы, Нью-Йорк. В ничем не примечательной среднестатистической американской семье Крамеров происходит раскол: Тед (Дастин Хоффман), сотрудник рекламного агентства, полностью отдаёт себя работе; Джоанна (Мерил Стрип), выпускница Смитского колледжа, вынуждена сидеть дома с сыном Билли (Джастин Генри). Устав от такой жизни, Джоанна бросает семью, чтобы «найти себя». Сообщает она об этом как раз тогда, когда Тед получает перспективное назначение на новую должность ответственного за рекламный проспект. Он обсуждает это с её подругой и соседкой Маргарет Фелпс (Джейн Александер), недавно разошедшейся с мужем Кимом и воспитывающей двух малолетних дочерей, оправдывающей поведение Джоанны.
Тед взволнован решением супруги, но не показывает этого, и вынужден заняться воспитанием сына, постоянно спрашивающего о маме, самостоятельно. Тед не знает элементарных вещей о домашнем хозяйстве (даже с приготовлением тостов в яйце возникают проблемы) и забывает, что Билли учится в первом классе. Начальник Теда, Джим О’Коннор (Джордж Коу), спрашивает того, что он намеревается делать, Тед отвечает, что справится. Вечером мальчик случайно разливает сок на бумаги отца. Теду приходится оставить сына у соседки миссис Клайн, на что тот обижается. Перед сном отец нежно целует сына.
Проходит восемь месяцев. Тед опаздывает на работу. При встрече в парке он обсуждает с Маргарет её жизнь после развода. О’Коннор недоволен, что Тед пропустил встречу с заказчиком. Билли капризничает, отказываясь есть бифштекс, после чего, несмотря на запрет отца, съедает ложку мороженого. Рассердившись, Тед относит того в комнату, они оба говорят, что ненавидят друг друга. Билли хочет к матери, Тед отвечает, что у него есть только он. У мальчика начинается истерика, но вскоре он успокаивается. Отец с сыном мирятся, Тед понимает, что Джоанна ушла из-за того, что он побуждал её жить так, как хотелось ему. Со слезами на глазах он нежно обнимает сына, оба говорят, что любят друг друга.
Наступает Хэллоуин. Тед присутствует на выступлении сына. Секретарша Филлис Бернард (Джобет Уильямс) принимает приглашение Теда на ужин, они проводят вместе ночь. Наутро та знакомится с Билли нестандартным образом — тот видит её голой.
Тед учит сына кататься на велосипеде. По пути в школу Тед обсуждает с Билли историю, приключившуюся с его одноклассником Томом, которого укусила собака, и который, от испуга запрыгнув на стол, угодил в картофельный салат. Тед завязывает сыну шнурки, тот обещает дорассказать историю позже. За ними из кафе напротив наблюдает Джоанна.
Билли, играя в парке, падает с лестницы и разбивает лицо. Испуганный отец бежит с сыном на руках до больницы, не обращая внимание на светофоры. На глаз приходится наложить швы. Пока проходит операция, Тед успокаивает корчащегося от боли сына. Маргарет, моя посуду в квартире Теда, просит у того прощения, так как она не успела подхватить Билли. Тед просит её позаботиться о нём, если вдруг с ним (Тедом) что-то случится.
Джоанна неожиданно назначает встречу в кафе. Тед сообщает о происшествии на площадке три недели назад. Оказывается, бывшая супруга вернулась ещё два месяца назад. Она уехала в штат Калифорния, нашла работу и хорошего психиатра, и поняла, что теперь в состоянии воспитывать сына самостоятельно. Разозлившийся Тед категорически ей отказывает, разбивает бокал с шампанским о стену и уходит.
Тед обращается к адвокату Джону Шоннесси (Ховард Дафф) по вопросу опеки над 7-летним сыном. Им придётся доказать, что его жена не может быть хорошей матерью. Тед готов играть грубо. Шонесси назначает цену — 15000 долларов, и предупреждает, что у них мало шансов, так как в подобных делах почти всегда выигрывают матери, но любящий отец не намерен сдаваться без боя. Придя домой, он берёт спящего сына на руки и шепчет, что любит того всем сердцем.
Чрезмерное внимание воспитанию Билли идет в ущерб работе — во время встречи в ресторане Джим О’Коннор тактично сообщает, что Тед уволен, так как на него надавили сверху. Несмотря на просьбы Теда в связи с начавшейся тяжбой, Джим не может сделать ничего, кроме как одолжить денег, но Тед не принимает предложение. Вечером Джон сообщает, что суд назначен на 9 января. Узнав, что клиента уволили, тот с сожалением сообщает, что перенести заседание нельзя. Тед намерен найти работу уже завтра, 22 декабря. После нескольких неудачных консультаций он вынужден подать заявку в другую компанию в отдел рекламы с потерей в зарплате, так как в праздничный сезон нет вакансий лучше. Он уговаривает Аккермана, секретаря директора мистера Спенсера, уже этим вечером собирающимся в двухнедельный отпуск, устроить встречу. У него есть десять минут. Тед требует решения сейчас же. Директор и секретарь остаются наедине для совещания, пока Тед сидит в комнате, где идёт вечеринка. Его принимают. Тед показывает сыну своё новое рабочее место.
Тед, провожая сына в школу, замечает Джоанну в окне кафе. Вечером чтение сказки прерывает звонок Шонесси: адвокат Джоанны сообщает, что она хочет увидеться с ребёнком. Тед обязан привести Билли в субботу в 10 утра в парк к лодочной станции. В назначенное время радостный Билли несётся к маме, та обещает привезти его завтра в шесть.
Наступает день суда, рассматривающего дело «Крамер против Крамера» во главе с судьёй Аткинсом (Хоулэнд Чемберлен). Адвокаты обеих сторон действительно действуют жёстко, к чему оба супруга оказываются не готовы. Истец Джоанна сообщает, что была замужем восемь лет, два из которых были счастливыми. До брака после окончания колледжа она несколько лет работала в разделе художественного оформления журнала «Мадемуазель». После замужества она хотела продолжить работать, но Тед настоял на том, что будет работать только он, так как её зарплаты не хватит для воспитания ребёнка. Теперь она — модельер по спортивной одежде, и зарабатывает больше бывшего мужа. Несмотря на протест Шонесси, суду предоставляется заключение психиатра, у которого наблюдалась Джоанна. Та с красными от слёз глазами оправдывает уход из семьи поиском себя как личности и акцентирует внимание на своём положении матери, которой она была пять с половиной лет, тогда как Тед, которого она называет «мистером Крамером» — лишь полтора года. Допрос продолжает Шонесси. Выясняется, что Тед не был алкоголиком, не бил и не изменял жене, а также всегда был в состоянии обеспечивать семью. На вопрос о наличии любовников после ухода Джоанна отвечает утвердительно. Адвокат Крамера, действуя жёстко, акцентирует внимание на непостоянности Джоанны и обвиняет только её во всей сложившейся ситуации. Бывшие супруги встречаются глазами, Тед со слезами на глазах беззвучно произносит «Нет», Джоанна так же отвечает «Да».
В продолжении заседания Маргарет Фелпс хорошо отзывается о Теде как отце. Выясняется, что за неделю до размолвки та сказала Джоанне, что если она так мучится, ей лучше уйти. Сожалея теперь о тех словах, Маргарет говорит молчащей Джоанне, что Тед изменился и что он очень хорошо заботится о Билли.
Тед согласен, что женщине нужна такая же полная жизнь, как и мужчине, но против того, что ребёнок должен оставаться у матери только потому, что она женщина. Если суд разрушит их жизнь, это может быть непоправимо. Он просит Джоанну не делать этого с сыном во второй раз. Защита Джоанны акцентирует внимание, что сейчас мистер Крамер зарабатывает 28 200 долларов в год, меньшую сумму по сравнению с предыдущей работой. Также он пропустил встречу с заказчиком, а потом — демонстрацию проекта, Тед отвечает, что в первый раз встречался с учительницей, дабы решить проблему с одноклассником Билли, с которым тот дрался, во второй — что был рядом с сыном, когда у того была высокая температура. В конце сообщается о том, что Тед чуть не допустил потерю глаза у сына. После заседания Джоанна извиняется за то, что рассказала своему адвокату о несчастном случае в парке, так как не думала, что он этим воспользуется.
Маргарет сообщает Теду, что они с Чарли подумывают снова сойтись. В кафе Шонесси сообщает о проигранном деле: сын переходит под опеку матери 22 января, Теду разрешается видеться с ним в выходные дважды в месяц, один вечер в неделю по договорённости и во время половины каникул. Тед решает подать апелляцию, но услышав, что тогда придется вызвать Билли и спросить его мнение, не желает травмировать сына и отказывается от претензий. Он просит взволнованную Маргарет оставить его одного. Билли, услышав обо всём, плачет и просит отца звонить в свободное время. Тед берёт сына на руки и идёт покупать тому мороженое.
В то утро, когда Билли должен переехать к Джоанне, отец и сын вместе молча готовят тосты, смоченные в яйце, понимая, что это их последний постоянный совместный завтрак. Джоанна приходит и, не встречаясь с сыном, говорит Теду, что любит Билли и хочет, чтобы он был с ней, но понимает что его настоящий дом — тот, где он рос, и что она решила, что он останется жить у отца. Плача, бывшие супруги обнимаются, после чего Тед решает остаться внизу, чтобы дать матери побыть наедине с ребёнком. Получив на вопрос о том, как она выглядит, ответ «Великолепно», несмотря на заплаканные глаза, Джоанна легко улыбается в ответ Теду. Двери лифта закрываются.

## В ролях
- Дастин Хоффман — Тед Крамер
- Джастин Генри — Билли Крамер, сын Теда и Джоанны
- Мерил Стрип — Джоанна Крамер, бывшая жена Теда
- Джейн Александер — Маргарет Фелпс, мать-одиночка, соседка Крамеров
- Ховард Дафф — Джон Шонесси, адвокат Теда
- Джордж Коу — Джим О’Коннор, начальник Теда
- Джобет Уильямс — Филлис Бернард, секретарша
- Билл Мор — Грессен
- Петра Кинг — Пити Фелпс, дочь Маргарет и Кима
- Мелисса Морелл — Ким Фелпс, бывший муж Маргарет
- Хоулэнд Чемберлен — судья Аткинс
- Дэн Тайра — секретарь суда

## Культурное влияние
Фильм «Крамер против Крамера» отразил культурный сдвиг, произошедший в общественном мнении в 1970-е годы (период второй волны феминизма в США), когда идеи «отцовства» и «материнства» поменялись местами. Фильм очень ценится за то, как представлены обе точки зрения — матери (Джоанны) и отца (Теда) — на проблемы семьи и воспитания ребёнка.

## Противоречия
Широко сообщалось, что Хоффман преследовал Стрип во время съёмок фильма, и у них были напряженные рабочие отношения. В интервью журналу Time в 1979 году Стрип утверждала, что Хоффман лапал её грудь во время их первой встречи, хотя представитель Стрип сказал, что статья не была "точной передачей этой встречи". Когда Стрип выступила за то, чтобы изобразить Джоанну более отзывчивой и уязвимой, чем она была написана, Хоффман дал ей отпор. Такова была его приверженность методичной игре актёров, он осыпал Стрип оскорблениями и непристойностями, насмехался над ней, называя имя её недавно умершего жениха Джона Казале, утверждая, что это было придумано для того, чтобы добиться от неё лучшего представления. Он, как известно, разбил бокал с вином о стену, не сказав ей об этом (хотя заранее предупредил оператора), и осколки стекла попали ей в волосы. Её ответ был таков: "В следующий раз, когда ты это сделаешь, я была бы признательна, если бы ты дал мне знать". В 2018 году Стрип заявила, что Хоффман без предупреждения сильно ударил её во время съёмок сцены. "Это был мой первый фильм, и это был мой первый дубль в моём первом фильме, и он просто дал мне пощёчину. И вы видите это в фильме. Это было слишком".

## Награды и номинации

### Награды
- 1979 — премия Национального совета кинокритиков США за Лучшую женскую роль второго плана (Мерил Стрип)
- 1980:
  - 4 премии «Золотой глобус»:
  - Лучший фильм (драма) (Стэнли Ричард Джаффе)
  - Лучшая мужская роль (драма) (Дастин Хоффман)
  - Лучшая женская роль второго плана (Мерил Стрип)
  - Лучший сценарий (Роберт Бентон)
  - 5 премий «Оскар»[8]:
  - Лучший фильм (Стэнли Ричард Джаффе)
  - Лучший режиссёр (Роберт Бентон)
  - Лучшая мужская роль (Дастин Хоффман)
  - Лучшая женская роль второго плана (Мерил Стрип)
  - Лучший адаптированный сценарий (Роберт Бентон)
  - 3 премии «Давид ди Донателло»:
  - Лучший иностранный актёр (Дастин Хоффман) (совместно с Джеком Леммоном («Китайский синдром»))
  - Лучший иностранный фильм (Роберт Бентон)
  - Специальная премия лучшему актёру второго плана (Джастин Генри)
  - Премия Гильдии режиссёров Америки за лучшую режиссуру — Художественный фильм (Роберт Бентон)
  - 3 премии Национального общества кинокритиков США:
  - Лучший режиссёр (Роберт Бентон)
  - Лучшая мужская роль (Дастин Хоффман)
  - Лучшая женская роль второго плана (Мерил Стрип)
  - Премия Гильдии сценаристов США за лучший адаптированный сценарий — Драма (Роберт Бентон)
- 1981:
  - премия Японской академии за лучший фильм на иностранном языке (Роберт Бентон)
  - премия «Голубая лента» за лучший фильм на иностранном языке (Роберт Бентон)
  - премия «Молодой актёр» лучшему молодому актёру (Джастин Генри)

### Номинации
- 1980:
  - «Золотой глобус»:
  - Лучший режиссёр (Роберт Бентон)
  - Лучшая мужская роль второго плана (Джастин Генри)
  - Лучшая женская роль второго плана (Джейн Александер)
  - Лучший дебют актёра (Джастин Генри)
  - «Оскар»:
  - Лучшая мужская роль второго плана (Джастин Генри)
  - Лучшая женская роль второго плана (Джейн Александер)
  - Лучший монтаж (Джеральд Б. Гринберг)
  - Лучшая операторская работа (Нестор Альмендрос)
- 1981:
  - «BAFTA»:
  - Лучший фильм (Стэнли Ричард Джаффе)
  - Лучший режиссёр (Роберт Бентон)
  - Лучшая мужская роль (Дастин Хоффман)
  - Лучшая женская роль (Мерил Стрип)
  - Лучший сценарий (Роберт Бентон)
  - Лучший монтаж (Джеральд Б. Гринберг)
  - «Сезар» за Лучший иностранный фильм (Роберт Бентон)

## Съёмки
- Многие сцены в фильме были импровизированы Дастином Хоффманом и Джастином Генри. Среди них есть легендарная сцена с мороженым, когда Билли решает пропустить обед и сразу приступить к десерту, а также сцены с плачем мальчика — каждый раз перед съёмкой таких сцен режиссёр Бентон просил Джастина вспомнить что-нибудь грустное[9].
- Сцена между Хоффманом и Стрип в ресторане снималась в реально существующем нью-йоркском ресторане JG Melon. До сих пор на его стене, рядом со столиком, возле которого снималась сцена, висит фотография со съёмок фильма[10].
- Речь героини Мерил Стрип в суде была написана самой актрисой, так как она была недовольна сценарным вариантом[11].
- Фильм снят с 6 сентября 1978 по зиму 1979 года.